# Tella (bier)

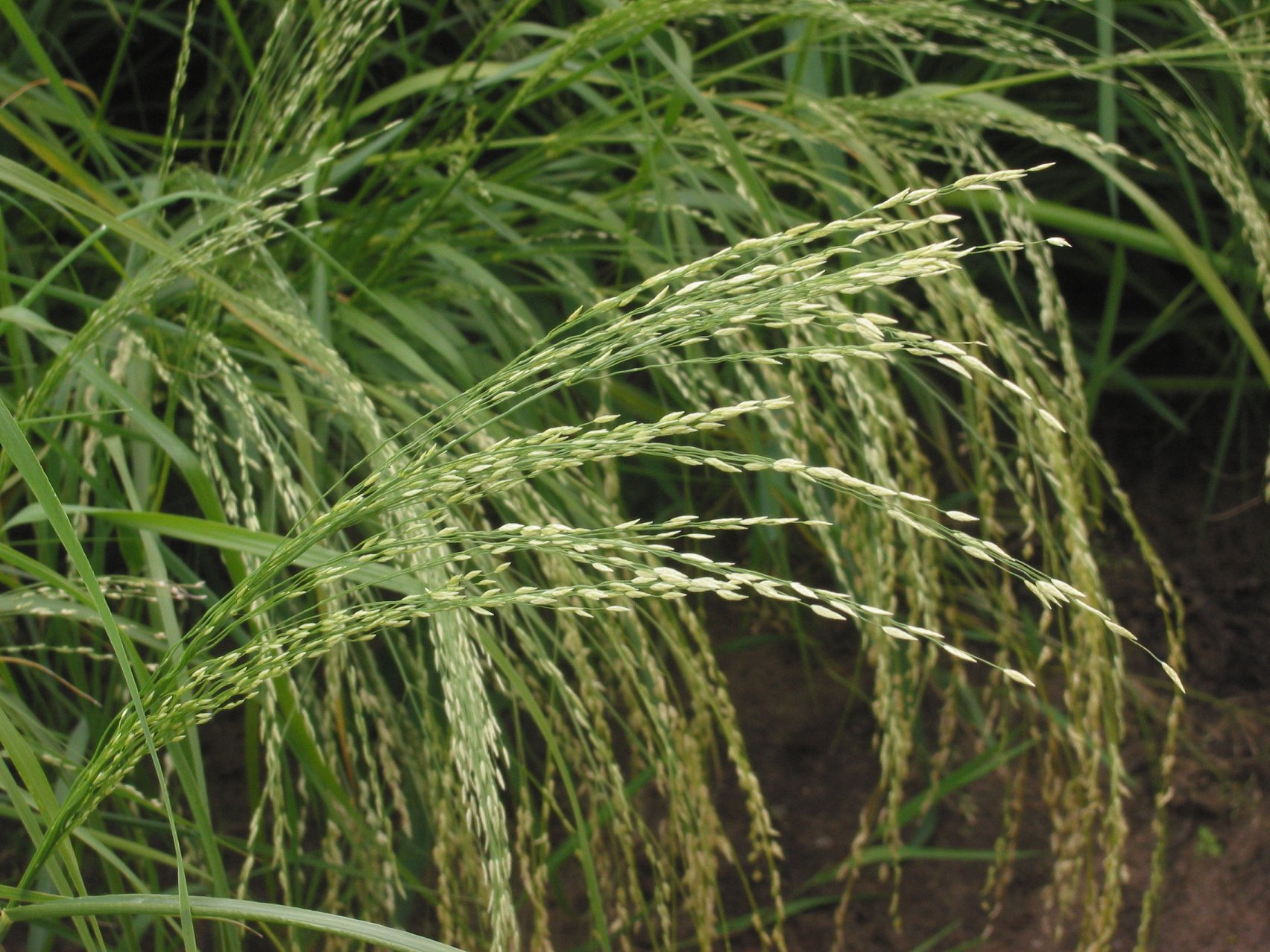
Tella-bier wordt meestal gebrouwen met teff.

Tella (Afaan Oromo: farso, Tigrinya suwa) is een traditioneel bier uit Ethiopië en Eritrea. 

## Beschrijving
Tella wordt gebrouwen uit verschillende graansoorten: meestal teff en mais, hoewel in bepaalde regio's ook wel gerst, gierst of sorgo wordt gebruikt. De plant Rhamnus prinoides, uit de familie der wegedoorn, is een lokaal veel voorkomende plant en wordt op dezelfde manier gebruikt als hop elders. Tella wordt meestal thuis gebrouwen.